# ميناء مرسى الحريقة البحري النفطي

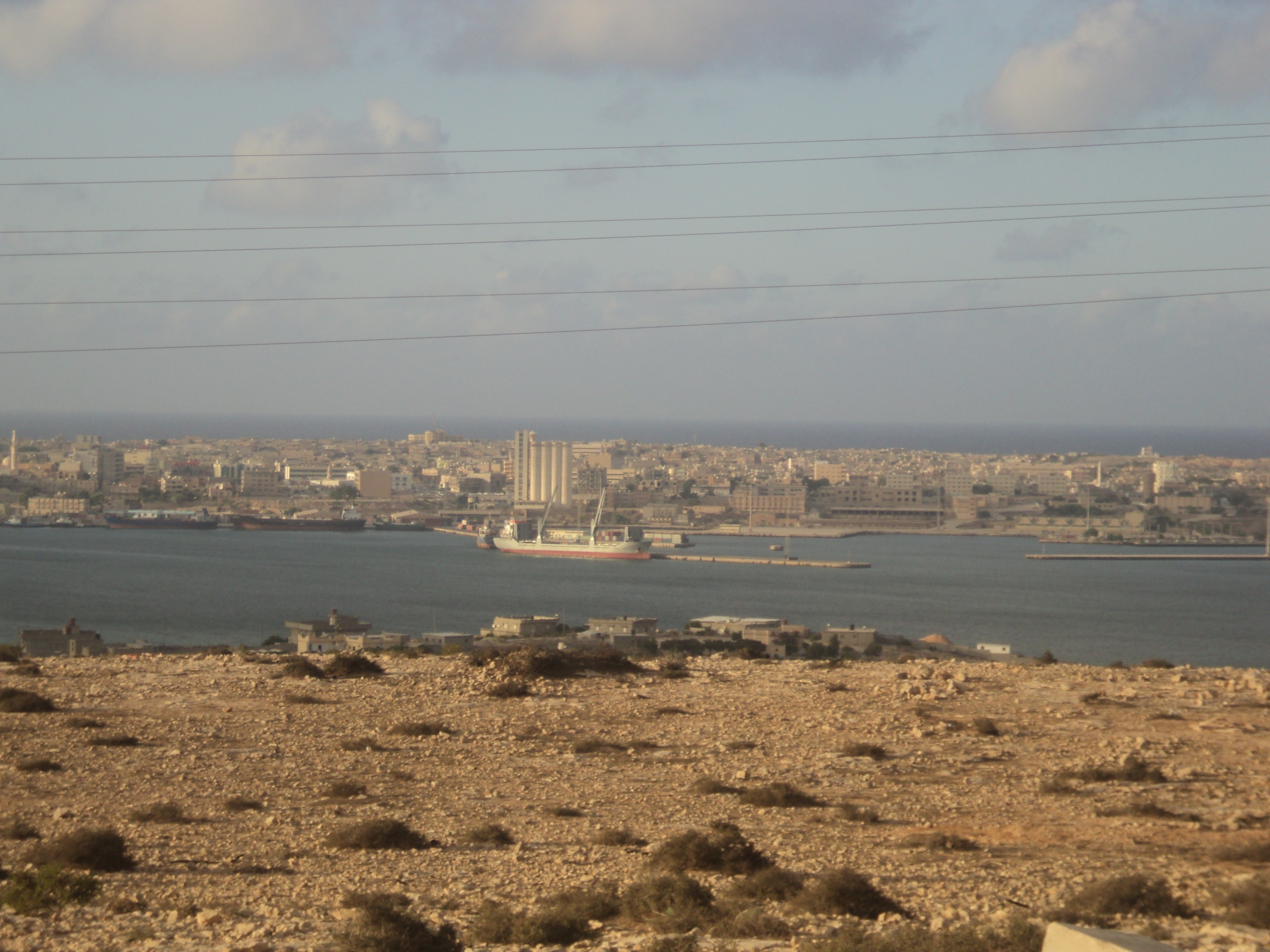
صورة للميناء

ميناء مرسى الحريقة البحري النفطي في مدينة طبرق، ليبيا. هو ميناء لشحن البترول والمنتجات النفطية افتتح العام 1966. وموقعه داخل خليج طبرق ويعد ميناء الحريقة من أهم الموانئ النفطية في ليبيا.